# Episesarma chentongense
Episesarma chentongense is een krabbensoort uit de familie van de Sesarmidae. De wetenschappelijke naam van de soort is voor het eerst geldig gepubliceerd in 1967 door Serène & Soh.